# Cwm (ウィンドウマネージャ)
cwm (Calm Window Manager) はX Window System用のスタック型ウィンドウマネージャである。cwmは主にOpenBSDの基盤システムの一部として開発されているが、移植可能なバージョンは他のUnix系オペレーティングシステムで利用可能である。

## 歴史
cwmの開発はMarius Aamodt Eriksenによるevilwmのパッチから始まった。新規機能の実装を容易にするため、結局のところcwmは9wmからのコードをいくつか利用して書き直された。元々の著者による最後のリリースは2005年8月に行われた。
2007年8月、cwmはOpenBSDのソースツリーへインポートされた。9wmの全コードを含むオリジナルのソースコードの本質的な部分が2008年1月まで書き直されていた。
cwmはバージョン4.2から、wm2を置き換える形でOpenBSDと共に配布されている。別のグループによるLinux移植も存在する。

## 機能
cwmはヘビーなキーボード使用、小さいフットプリント、そして使い易さに適応されたスタック型ウィンドウマネージャである。cwmは明白に仮想デスクトップ機能が欠けているが、ウィンドウグループ機構を使うことで仮想デスクトップをエミュレート可能である。cwmはウィンドウの周囲にある1ピクセルの境界線を除き、ウィンドウの装飾を描画しない。
cwmには以下のようなメニューが含まれている:
- exec menu（アプリケーションを起動する）
- window menu（起動中のアプリケーションを検索する）
- ssh to menu （Secure Shellセッションを開始する）
- exec wm menu（異なるウィンドウマネージャへ切り替える）

これらの全てのモードは「入力に応じて検索」する方法で動作する。
cwmにより、キーボードのみを使用してウィンドウの起動、隠蔽、切り替え、および検索が可能であり、端末エミュレータマルチプレクサとしての使用にも適している。さらにマウスなどのポインティングデバイスをキーボードと併せて操作することを可能にする。
追加したキーバインドや設定のオプションを、設定ファイル~/.cwmrcで指定可能である。

## 反響
cwmはソフトウェアのミニマリストには概ね好評である。
cwmが利用されるのはOpenBSDのデフォルトウィンドウマネージャの1つであることが主な理由だと言われているが、それ以外の理由が引き合いに出されることもある。cwmはその柔軟性と、破壊的ではない方法でかつマウス使用に依存せずに相互作用を可能とする能力を称賛されている。